# マイルズ・フロム・ホーム
『マイルズ・フロム・ホーム』（原題：Miles from Home）は、1988年制作のアメリカ合衆国の映画。ゲイリー・シニーズの初監督作品。リチャード・ギア主演。

## あらすじ
アイオワ州のロバーツ農場はかつて全米最優秀農場として表彰されたこともある優秀な農場であったが、農場主フランク・シニアの死後農場を継いだ2人の息子フランクとテリーの時代になると、農場は不作続きに見舞われ借金もかさみ、ついに住み慣れた家を借金のかたに取られる事になってしまう。
フランクとテリーは残されたプライドで家に火を放ち逃走、2人はお訪ね者となるが、農民たちからは英雄的存在とみなされる。
しかし、新聞記者の取材を受け、世間が自分たちに注目していることを知ったフランクは次第に行動が荒々しくなり、テリーはそんな兄の態度に脅威を抱き、2人の間には亀裂が入ってくる。

## キャスト
- フランク・ロバーツ：リチャード・ギア
- テリー・ロバーツ：ケヴィン・アンダーソン
- バリー・マクスウェル：ジョン・マルコヴィッチ
- マーク：テリー・キニー
- サリー：ペネロープ・アン・ミラー
- ジェニファー：ヘレン・ハント
- フランク・ロバーツ・シニア：ブライアン・デネヒー
- フランシス：ジュディス・アイヴィー
- トミー：フランシス・ギナン
- ダンサー：ローリー・メトカーフ
- ピックアップ・オーナー：マイケル・タルボット
- サンディ：ローラ・サン・ジャコモ（クレジットなし）
- モイラ・ハリス（クレジットなし）